# Fay Spain
Fay Spain est une actrice américaine, née le 6 octobre 1932 à Phoenix (Arizona), morte d'un cancer le 8 mai 1983 à Los Angeles (Californie).

## Biographie
Au cinéma, à partir de 1957, Fay Spain contribue à dix-huit films, majoritairement américains ; le dernier est Le Parrain 2 de Francis Ford Coppola, sorti en 1974, où elle est l'épouse d’Hyman Roth (interprété par Lee Strasberg). S'y ajoutent la coproduction franco-italienne Hercule à la conquête de l'Atlantide (1961, avec Reg Park et Ettore Manni), le film brésilien Choque de sentimentos (1965, avec Bruce Cabot) et la coproduction américano-brésilienne The Gentle Rain (1966, avec Christopher George).
Son rôle le plus connu au grand écran reste sans doute celui de Darling Jill, dans Le Petit Arpent du bon Dieu d'Anthony Mann (1958, avec Robert Ryan et Aldo Ray).
À la télévision, Fay Spain participe à soixante-huit séries (particulièrement dans le domaine du western) dès 1955, dont Maverick (quatre épisodes, 1957-1961, avec James Garner), Rawhide (trois épisodes, 1959-1962, avec Clint Eastwood) et Mannix (deux épisodes, 1967-1972, avec Mike Connors). Elle collabore aussi à deux téléfilms diffusés en 1959.
Elle tient son dernier rôle au petit écran dans un épisode, diffusé en 1975, de la série policière Sergent Anderson (avec Angie Dickinson dans le rôle-titre), après quoi elle se retire.

## Filmographie

### Au cinéma (intégrale)
(films américains, sauf mention contraire)
- 1957 : Dragstrip Girl d'Edward L. Cahn
- 1957 : Teenage Doll de Roger Corman
- 1957 : The Abductors d'Andrew V. McLaglen
- 1957 : The Crooked Circle (en) de Joseph Kane
- 1958 : Le Petit Arpent du bon Dieu (God's Little Acre) d'Anthony Mann
- 1959 : Les Beatniks de Charles F. Haas
- 1959 : Al Capone de Richard Wilson
- 1960 : La Vie privée d'Adam et Ève (The Private Lives of Adam and Eve) de Mickey Rooney et Albert Zugsmith
- 1961 : Hercule à la conquête de l'Atlantide (Ercole alla conquista di Atlantide) de Vittorio Cottafavi (film franco-italien)
- 1962 : Black Gold de Leslie H. Martinson
- 1963 : Thunder Island de Jack Leewood
- 1964 : Flight to Fury de Monte Hellman
- 1965 : Choque de sentimentos de Maximo Giuseppe Alviani (film brésilien)
- 1966 : The Gentle Rain (en) de Burt Balaban (film américano-brésilien)
- 1967 : Frontière en flammes (Welcome to Hard Times) de Burt Kennedy
- 1971 : The Naked Zoo de William Grefe
- 1971 : The Todd Killings de Barry Shear
- 1974 : Le Parrain 2 (Mario Puzo's The Godfather : Part II) de Francis Ford Coppola

### À la télévision

#### Séries (sélection)
- 1956 : Cheyenne
  - Saison 2, épisode 2 The Long Winter de Leslie H. Martinson
- 1956 : Badge 714 ou Coup de filet (Dragnet), première série
  - Saison 6, épisode 3 The Big Beer
- 1957 : Sugarfoot
  - Saison 1, épisode 6 Quicksilver de Franklin Adreon
- 1957-1961 : Maverick
  - Saison 1, épisode 13 The Naked Gallows (1957) d'Abner Biberman
  - Saison 3, épisode 14 The Goose-Drownder (1959) d'Arthur Lubin
  - Saison 4, épisode 18 The Cactus Switch (1961) de George Waggner
- 1957-1967 : Gunsmoke ou Police des plaines (Gunsmoke ou Marshal Dillon)
  - Saison 3, épisode 7 Mavis McCloud (1957) de Buzz Kulik
  - Saison 7, épisode 14 A Man a Day (1961)
  - Saison 13, épisode 14 Wonder (1967)
- 1958 : Mike Hammer (Mickey Spillane's Mike Hammer), première série
  - Saison 1, épisode 11 A Grave Undertaking de Boris Sagal
- 1958 : Perry Mason, première série
  - Saison 1, épisode 31 The Case of the Fiery Fingers
- 1959 : Bonanza
  - Saison 1, épisode 14 The Sisters de Christian Nyby
- 1959 : Bat Masterson
  - Saison 1, épisode 23 The Tumbleweed Wagon
- 1959-1960 : Alfred Hitchcock présente (Alfred Hitchcock presents)
  - Saison 4, épisode 18 Le Faux Pas (The Last Dark Step, 1959) d'Herschel Daugherty
  - Saison 5, épisode 27 La Pendule à coucou (The Cuckoo Clock, 1960) de John Brahm
- 1959-1960 : Au nom de la loi (Wanted : Dead or Alive)
  - Saison 2, épisode 3 Le Prétendant (The Matchmaker, 1959) de Frank McDonald et épisode 18 Angela (1960) de George Blair
- 1959-1961 : Aventures dans les îles (Adventures in Paradise)
  - Saison 1, épisode 3 Le Mirage (Paradise Lost, 1959)
  - Saison 2, épisode 19 L'Étrange Capitaine (Captain Butcher, 1961) de Felix E. Feist
- 1959-1962 : Rawhide
  - Saison 2, épisode 10 La Vallée de l'ombre (Incident of the Valley in Shadow, 1959) d'Harmon Jones
  - Saison 3, épisode 22 Incident in the Middle of Nowhere (1961) de R. G. Springsteen
  - Saison 5, épisode 6 Incident of the Lost Canyon (1962)
- 1960-1963 : Laramie
  - Saison 1, épisode 23 Duel at Alta Mesa (1960) de Lesley Selander
  - Saison 2, épisode 11 No Second Chance (1960) d'Earl Bellamy
  - Saison 4, épisode 14 Vengeance (1963) de Joseph Kane
- 1960 : Route 66 (titre original)
  - Saison 1, épisode 11 A Fury Slinging Flame d'Elliot Silverstein
- 1961 : Les Incorruptibles (The Untouchables)
  - Saison 2, épisode 23 Second témoignage (Testimony of Evil) de Paul Wendkos
- 1962-1964 : Le Jeune Docteur Kildare (Dr. Kildare)
  - Saison 1, épisode 24 The Roaring Boy-O (1962)
  - Saison 4, épisode 12 Catch a Crooked Mouse (1964)
- 1963 : Le Plus Grand Chapiteau du monde (The Greatest Show on Earth)
  - Saison 1, épisode 10 The Hanging Man
- 1964 : Daniel Boone
  - Saison 1, épisode 9 The Sisters O'Hannrahan de John English
- 1965 : Le Fugitif (The Fugitive), première série
  - Saison 3, épisode 6 Three Cheers for Little Boy Blue de Walter Grauman
- 1966 : Les Espions (I Spy)
  - Saison 1, épisode 27 Les Miroirs de la haine (It's All Done with Mirrors) de Robert Butler
- 1966 : Les Aventuriers du Far West (Death Valley Days)
  - Saison 15, épisode 13 A Calamity called Jane
- 1966 : Les Rats du désert ou Commando du désert (The Rat Patrol)
  - Saison 1, épisode 12 The Gun Runner de Lee H. Katzin
- 1967 : Le Cheval de fer (The Iron Horse)
  - Saison 2, épisode 11 Six Hours to Sky High de Paul Henreid
- 1967-1972 : Mannix
  - Saison 1, épisode 11 Le Secret professionnel (Catalogue of Sins, 1967) de Lee H. Katzin
  - Saison 6, épisode 2 La Confession (Cry Silence, 1972) d'Alf Kjellin
- 1968-1969 : Papa Schultz ou Stalag 13 (Hogan's Heroes)
  - Saison 4, épisode 3 La Vente du général (How to catch a Papa Bear, 1968) de Bruce Bilson
  - Saison 5, épisode 14 Achtung Kartofel (At Last, Schultz knows Something, 1969) de Bruce Bilson
- 1974 : L'Homme de fer
  - Saison 7, épisode 18 Class of'40 de Barry Shear
- 1974-1975 : Sergent Anderson (Police Woman)
  - Saison 1, épisode 9 Les Fleurs du diable (Flowers of Evil, 1974) d'Alexander Singer
  - Saison 2, épisode 13 Top modèles (The Hit, 1975) de David Moessinger

#### Téléfilms (intégrale)
- 1959 : Les Dix Commandements (The Ten Commandments) de Jack Smight
- 1959 : Johnny Guitar de Robert M. Leeds